# Vegameeuw
De vegameeuw of  Oost-Siberische meeuw (Larus vegae) is een vogel uit de familie Laridae. Eerder werd de Mongoolse meeuw (L. mongolicus) beschouwd als een ondersoort van de vegameeuw.
In 1875, 1876 en 1878 werden onder leiding van de Finse ontdekkingsreiziger Adolf Erik Nordenskiöld met het (zeil)schip Vega wetenschappelijke expedities  ondernomen langs de westkust van Nova Zembla en door de Karazee langs de noordkust van Siberië. De meeuwen werden tijdens deze expedities verzameld. Deze soort meeuw werd in 1887 door de Finse dierkundige Johan Axel Palmén beschreven als de ondersoort L. argentatus vegae, vernoemd naar de Vega. Dit taxon staat al sinds de eerste versie als soort op de IOC World Bird List.

## Verspreiding en leefgebied
Deze soort komt voor in centraal en oostelijk Siberië en overwintert aan de kusten van China, Japan en Korea.

## Status
De vegameeuw komt niet als aparte soort voor op de lijst van het IUCN, maar is daar een ondersoort van de Amerikaanse zilvermeeuw (L. smithsonianus vegae).